# Щелкачёв, Иван Матвеевич
Иван Матвеевич Щелкачёв (13 (25) ноября 1817 — после 1884) — генерал-майор Русской императорской армии, Эриванский губернский воинский начальник.

## Биография
Иван Щелкачёв родился 13 (25) ноября 1817 года; происходил из дворян Ставропольской губернии.
Получив в частном учебном заведении образование, Щелкачёв в 1841 году поступил рядовым на службу в Кабардинский егерский полк и уже в следующем году за участие в делах против горцев при возведении укреплений Волынского и Нестеровского был награждён знаком отличия Военного ордена, а 13 августа 1845 года за мужество и храбрость, проявленные им при взятии Дарго, приказом главнокомандующего Отдельным Кавказским корпусом был произведён из унтер-офицеров в прапорщики (утверждено Высочайшим приказом 13 октября 1845 года, со старшинством с 6 июля 1845 года).
В промежуток времени с 1845 по 1855 год Щелкачёв был назначен казначеем Кавказского округа и исправляющим должность полкового квартирмейстера. Ряд следующих отличий, выказанных им в разновременных делах против горских народов на Кавказе, были причиной последовательного повышения его в воинских чинах и награждения его орденами и золотой саблей с надписью «За храбрость».
В 1871 году Иван Щелкачёв был произведён в полковники и пожалован участком земли в 200 десятин в Кубанской области, а 29 января 1879 года получил чин генерал-майора (со старшинством с 30 августа 1882 года). Затем в 1881 году Высочайшим приказом был назначен Эриванским губернским воинским начальником с зачислением по армейской пехоте. 31 августа 1884 года отчислен от должности и зачислен в запас армейской пехоты.

## Награды
- Знак отличия Военного ордена (1843)
- Орден Святой Анны 3-й степени с мечами и бантом (1861)
- Орден Святого Станислава 2-й степени с мечами (1863)
- Золотая сабля с надписью «За храбрость» (1864)
- Императорская корона к ордену Святого Станислава 2-й степени (1867)
- Орден Святого Владимира 4-й степени с бантом за 25 лет службы в офицерских чинах (1869)
- Орден Святой Анны 2-й степени (1877)
- Орден Святого Владимира 3-й степени (1884)
- Орден Льва и Солнца 1-й степени (Персия, 1879)